# تويوتا أفالون
أفالون هي سيارة أنتجتها شركة تويوتا للسيارات في الولايات المتحدة عام 1994م ثم بدأ إنتاجها في كندا والشرق الأوسط. طرحت شركة تويوتا عدة أجيال من السيارة: الأول من عام 1994 إلى عام 1999، والثاني في الفترة من 1999 إلى 2004، والثالث من عام 2004 حتى 2011، والرابع من عام 2011 حتى 2012، والخامس من 2013 إلى 2018، و السادس من 2019 حتى الآن.
كان سبب إنتاجها في الولايات المتحدة لملء مكان تويوتا كراون التي توقف إنتاجها عام 1992 في أمريكا إلا أن كراون كانت ذات دفع خلفي ومحركها مكون من 6 أسطوانات على خط مستقيم، وأفالون ذات جر أمامي ومحركها مكون من 6 أسطوانات على شكل V وكانت السيارة صغيرة في البداية إلا أنها أصبحت متوسطة الحجم لاحقاً.

## مميزات أفالون
تتميز تويوتا أفالون الجديدة من عام 2005 بمكينة هي الأقوى بين سيارات تويوتا 280 حصان وكذلك في فئتها ومن السيارات ذات الشاصي الطويل وهي ذات جيربوكس أتوماتيك عادي 5 غيارات في الموديلات 2005 و2006 و2007 و6 غيارات بموديلات 2008 و2009 و2010 و2011 و2012 و2013 حتى الآن.
- وجود نظام مانع الانزلاق TRC ونظام الثبات على الطرقات VSC ونظام الفرامل الهيدروليكي وعدد 9 وسادة هوائية وذلك حفاظا على سلامة الركاب.
- شاشة ونظام الملاحة العالمي يأتي على فئة الليميتد وهو اختياري وكذلك شاشة معلومات بمقاس 6 انشات. ومشغل سيدي MP3 بعدد 6 اسطوانات ومخرج Ipod ووجود ستارة خلفية أتوماتيكية ونظام حماية ضد السرقات.
- هي ذات إطارات مقاس 17 مصنوعه من الكروم.
- مثبت سرعة ليزري متوفر في فئة الليميتد وهو نظام يمكن السيارة من التوقف تلقائيا في الطرقات السريعة إذا اقتربت من أي جسم أو هناك مركبة أمامها بامتار قريبة ويسمى التوقف التلقائي لنظام الفرامل. (ليست متوفرة في نسخة الشرق الأوسط)
- مقاعد أفالون مصنوعة من الجلد وهي أتوماتيكية الحركة وبـ 12 وضعية للسائق و 6 وضعيات للراكب وإمكانية تخزين عدد وضعيتين للسائق ويوجد فيها نظام تبريد وتسخين المقاعد للسائق والراكب. وتتميز المقاعد الخلفية بإمكانية تحريكها يدويا.
- النظام الصوتي في تويوتا أفالون مزود بجهاز تضخيم من شركة JBL العالمية وكذلك وجود عدد 12 سماعة بجميع أنحاء السيارة. إمكانية التحكم بالموسيقى من المقود وكذلك جهاز التكييف والتحكم في تشغيل أو إطفاء نظام مانع الانزلاق واستخدام المقود للرد على المكالمات الهاتفيه لتسهيل القيادة.
- من الأنظمة الموجودة في تويوتا أفالون نظام مستشعر الماء ويعمل تلقائيا في الاجواء الماطرة. ونظام وزن المصابيح الامامية الأتوماتيكي بمستوى سطح الأرض.

## تصدير المركبة
تويوتا أفالون السيارة الوحيدة التي تصدر للخليج من أمريكا وذلك من عام 2000 وإلى الآن، وفي عام 2009 بدأت شركة تويوتا الأمريكية كنتاكي بتصدير سيكويا والتندرا إلى الخليج.
يعتبر جيل أفالون الثالث والرابع من عام 2005 إلى الآن هو أفضل إنتاج من تويوتا لهذه السيارة في فئتها كما أنها نالت جوائز عدة كونها سيارة عائليه استطاعت بجمال شكلها وفخامت مقصورتها الداخلية ان تكون السيارة الأولى في العالم من إنتاج شركة تويوتا في فئتها تحصد أكبر عدد من الجوائز العالمية في الوقت الحاضر.

## مواصفات السيارة
المواصفات للأفالون 2011 للثلاث فئات XL و Limited و Limited NAV:

### مواصفات XL
- محرك 6 سلندر 3.5 لتر280 حصان
- 24 صمام بنظام VVT-I ونظام وقود EFI
- ست سرعات أوتوماتيكية، نظام ناقل الحركة التتابعي
- جنوط ألمنيوم مقاس 17 بوصة
- فرامل مانعة للانغلاق مع موزع فرامل إلكتروني مساعد فرامل
- نظام التحكم في توازن السيارة ونظام التحكم في الالتصاق الناشئ من التسارع.
- وسائد هوائية أمامية للسائق والراكب، وسائد جانبية، ستائر جانبية، وسائد لركب السائق.
- مرايا جانبية بتحكم كهربائي وإشارة انعطاف
- مشغل JBL 6 أسطوانات مع 12 سماعة وبلوتوث مع مدخل USB & AUX
- مكيف أوتوماتيكي مستقل بمنافذ خلفية
- مثبت سرعة
- أنوار أمامية عدسات عالية الكثافة
- حساسات أمامية وخلفية
- شاشة عرض معلومات
- مقود وناقل الحركة جلد مع أزرار تحكم على المقود
- مقاعد قماش
- حركة كرسي السائق كهربائية بثمانية اتجاهات مع دعامة ظهر كهربائية
- حركة كرسي الراكب كهربائية بأربع اتجاهات
- كرسي خلفي مقسوم بنسبة 40:60 وقابل لإمالة الظهر
- تخشيب داخلي
- كشافات ضباب أمامية
- مرايا داخلية ذاتية التعتيم + بوصلة
- حلية جانبية كروم

### -مواصفات Limitedأضف للـ XL
- تشغيل بصمة -دخول ذكي من جميع الابواب -تسخين وتبريد المقاعد الامامية - فتحة سقف بدون بانوراما - مرايا جانبية بتحكم كهربائي مع ذاكرة - مقابض أبواب خارجية مطلية بكروم - ستارة خلفية كهربائية - مقود بجلد طبيعي + خشب صناعي - مقاعد جلد لونين - حركة كرسي السائق والراكب كهربائية بثمانية اتجاهات مع دعامة الظهر كهربائية - ذاكرة تخزين للسائق بوظعيتين - كاميرا خلفية مع شاشة في المرآة الداخلية - مساحات الزجاج الأمامي حساسة للمطر -حساسات امامية عدد 2 وخلفية عدد2.